# Nozomi (Shinkansen)

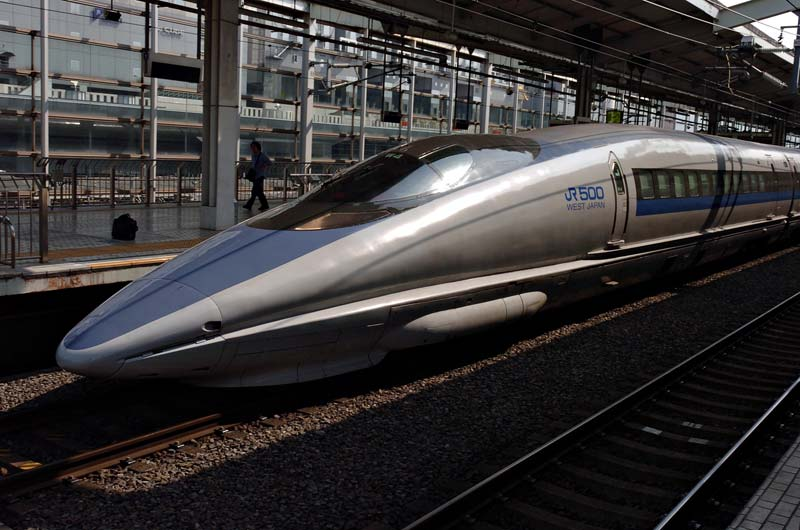
Shinkansen da série 500 na Estação de Quioto

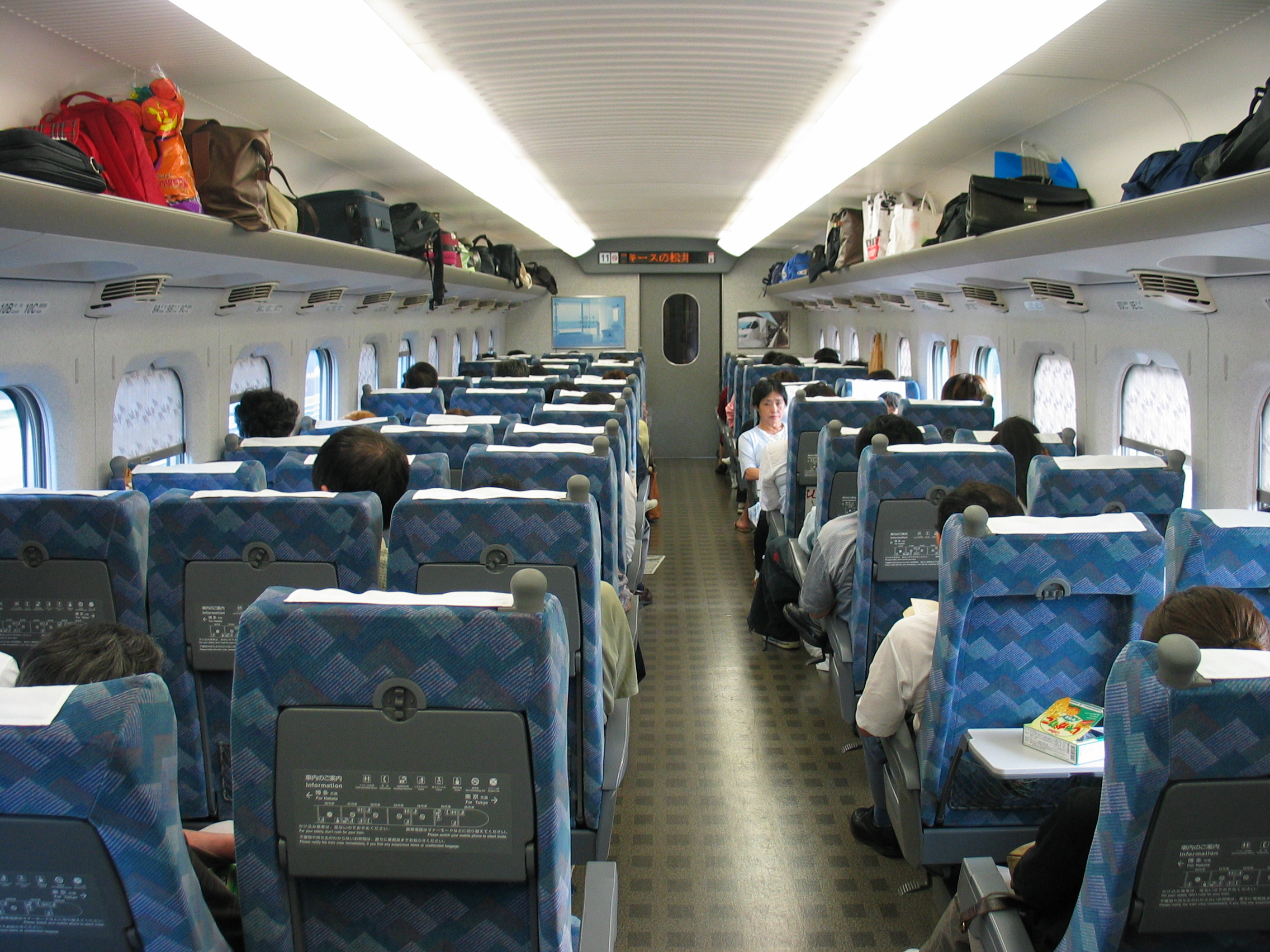
Interior do Shinkansen da série 700 (Nozomi) em Setembro de 2004

Nozomi (のぞみ) é o serviço de comboios mais rápido da linha Tokaido/Sanyo Shinkansen. No troço entre Estação de Shin-Kobe e Hakata, o serviço Nozomi usando equipamento da série 500, atinge velocidades de 300km/h. Uma viagem entre Tóquio e Osaka, uma distância de 515 quilómetros, leva apenas 2,5 horas no Nozomi.
O Shinkansen série 500 e Shinkansen série 700 são usados actualmente nos serviços Nozomi. O Shinkansen série N700, actualmente em fase de testes, está previsto entrar em circulação nos serviços Nozomi no Verão de 2007. Está projectado que por 2009 todos os serviços Nozomi (i.e. Tóquio-Hakata) sejam servidos exclusivamente por comboios série N700.
Os comboios em aproximadamente menos estações que os comboios Hikari. Na linha Tokaido Shinkansen, os comboios Nozomi param na Estação de Tóquio, Estação Shinagawa, Estação Shin-Yokohama, Estação de Nagoya, Estação de Quioto e Estação de Shin-Osaka. Na linha Sanyo, todos os comboios Nozomi param na Estação de Shin-Kobe, Estação de Okayama, Estação de Hiroshima, Estação de Kokura e Estação de Hakata. Alguns comboios Nozomi param também em estações adicionais. O Nozomi é o único serviço de comboios da JR que não é coberto pelo passe Japan Rail Pass.
A palavra nozomi significa em japonês "esperança" ou "desejo", tendo sido escolhida pela necessidade uma palavra que sugestionasse algo mais rápido que os serviços existentes Hikari (i.e. luz, raio), e Kodama (i.e. eco).
O serviço Nozomi iniciou a 14 de Março de 1992.

## Paragens do Serviço Nozomi (Março de 2006)
Comboios adicionais com sequências de paragem diferentes são acrescentados durante vários feriados e períodos com picos de viagem não estão incluídos nesta tabela. Também não estão incluídas outras estações shinkansen não servidas pelo serviço Nozomi.
Legenda:

■ Estação Terminal

● Todos os comboios param aqui

▲ Alguns comboios param (numero de comboios entre parenteses)

—- Não há paragem de comboios/O Serviço Nozomi não circula aqui
| Rota           | Tóquio - Hakata | Tóquio - Hiroshima         | Tóquio - Okayama  | Tóquio - Himeji | Tóquio - Shin-Osaka | Shin-Osaka - Hakata | Nagoya - Hakata |
| Comboio #      | 1-52            | 60-75                      | 81-94, 96, 97, 98 | 80, 95          | 100-324             | 500, 501            | 54, 56, 59      |
| Tóquio         | ■               | ■                          | ■                 | ■               | ■                   | —-                  | —-              |
| Shinagawa      | ●               | ▲ (60, 62, 66, 69, 73, 75) | ▲ (82, 97)        | ▲ (80)          | ▲                   | —-                  | —-              |
| Shin-Yokohama  | ●               | ●                          | ●                 | ●               | ▲                   | —-                  | —-              |
| Nagoya         | ●               | ●                          | ●                 | ●               | ●                   | —-                  | ■               |
| Quioto         | ●               | ●                          | ●                 | ●               | ●                   | —-                  | ●               |
| Shin-Osaka     | ●               | ●                          | ●                 | ●               | ■                   | ■                   | ●               |
| Shin-Kobe      | ●               | ●                          | ●                 | ●               | —-                  | ●                   | ●               |
| Himeji         | —-              | ▲                          | ●                 | ■               | —-                  | —-                  | —-              |
| Okayama        | ●               | ●                          | ■                 | —-              | —-                  | ●                   | ●               |
| Fukuyama       | ▲               | ▲                          | —-                | —-              | —-                  | —-                  | —-              |
| Hiroshima      | ●               | ■                          | —-                | —-              | —-                  | ●                   | ●               |
| Tokuyama       | ▲               | —-                         | —-                | —-              | —-                  | —-                  | —-              |
| Shin-Yamaguchi | ▲               | —-                         | —-                | —-              | —-                  | —-                  | ▲ (54, 59)      |
| Kokura         | ●               | —-                         | —-                | —-              | —-                  | ●                   | ●               |
| Hakata         | ■               | —-                         | —-                | —-              | —-                  | ■                   | ■               |